# CD Nacala
Der Clube Desportivo de Nacala, besser bekannt als CD Nacala, ist ein 1964 gegründeter mosambikanischer Fußballverein mit Sitz in Nacala, in der Provinz Nampula. Der Verein spielt seit 2023/24 in der Moçambola, der höchsten Spielklasse des Landes.

## Geschichte
Der Verein wurde am 24. Juli 1964 gegründet und stieg im Jahr 2013 erstmals in die Moçambola, die höchste Spielklasse des Landes, auf. Sieben Spielzeiten lang verweilte der Verein in der obersten Liga, bis er 2019 auf den 14. Platz abstieg. Seine beste Platzierung erreichte CD Nacala im Jahr 2017, als er den fünften Platz belegte.
Im Jahr 2023 qualifizierte sich Deportivo de Nacala durch den ersten Platz in der Nampula II (Vorqualifikation)  für die Zona Norte entscheidende Gruppenphase um den Aufstieg. In der Gruppe B wurden sie gemeinsam mit Ferroviário de Pemba und Aguias Especiais de Lichinga gelost. Ohne eine einzige Niederlage sicherte sich der Verein mit 10 Punkten den Gruppensieg und erreichte das entscheidende Aufstiegsfinale gegen den Sieger der Gruppe A, CD de Pemba. Das Duell endete mit einem 1:0-Sieg für CD de Nacala, womit sie zurück in die Moçambola aufstiegen.

## Stadion
Der Verein teilt sich das Campo da Bella Vista mit dem Zweitligisten Sporting Clube Nampula. Das Stadion bietet Platz für etwa 5000 Zuschauer und verfügt über Kunstrasen.